# Wherever You Will Go
Wherever You Will Go (englisch für „Wohin du auch gehen wirst“) ist ein Lied der US-amerikanischen Rockband The Calling. Der Song ist die erste Singleauskopplung ihres Debütalbums Camino Palmero und wurde ursprünglich am 22. Mai 2001 in den Vereinigten Staaten veröffentlicht. Im Jahr 2002 erschien es auch weltweit als Single.

## Inhalt
In Wherever You Will Go singt Sänger Alex Band aus der Perspektive des lyrischen Ichs über eine geliebte Person, mit der er sich für immer verbunden fühlt und der er überall hin folgen würde. Egal, wie schlimm die Zeiten auch sein mögen, würde er diese Person immer unterstützen und mit ihr auch über das Leben hinaus verbunden bleiben. Laut The-Calling-Mitglied Aaron Kamin schrieb er den Song nach der Beerdigung einer Freundin seiner Großmutter, die durch ihren Tod ihren Mann allein hinterließ.

“If I could, then I would

I’ll go wherever you will go

Way up high or down low

I’ll go wherever you will go”

## Produktion
Der Song wurde von dem US-amerikanischen Musikproduzenten Marc Tanner produziert. Als Autoren fungierten die The-Calling-Mitglieder Aaron Kamin und Alex Band.

## Musikvideos
Zu Wherever You Will Go wurden zwei verschiedene Musikvideos veröffentlicht.
Das ursprüngliche Video wurde in Tijuana, Mexiko gedreht. Es zeigt die fünf Bandmitglieder in den Straßen der Stadt sowie bei einem Auftritt in einem Club. Zudem ist Sänger Alex Band allein in einem Zimmer zu sehen, wo er den Song auf seiner Gitarre spielt.
Das zweite Video wurde von Regisseur Gregory Dark in Los Angeles gedreht. Es ist deutlich bekannter und verzeichnet auf YouTube über 643 Millionen Aufrufe (Stand: März 2025). Die Band spielt das Lied am Los Angeles River, wobei am Ufer eine traurige junge Frau sitzt, die sich auf ihren Oberarm den Namen ihres Freundes Jake tätowieren lassen hat. Man sieht im Rückblick, wie sie sich das Tattoo stechen lässt und anschließend nach Hause zu ihrem Freund geht, wo sie diesen mit einer anderen Frau im Bett erwischt. Daraufhin gerät sie in Wut und zerstört die Einrichtung des Hauses. Zwischendurch wird Sänger Alex Band gezeigt, der sich ebenfalls im Haus befindet und den Song singt, während sie die Zimmer verwüstet. Am Ende sieht man die junge Frau zusammen mit einem neuen Freund, gespielt von Drew Fuller. Sie sieht glücklich aus und hat sich das Tattoo mit einer blauen Blüte überstechen lassen. Ihr Exfreund beobachtet sie eifersüchtig aus seinem Auto.

## Single

### Covergestaltung
Die Single wurde mit zwei verschiedenen Covern veröffentlicht. Version eins ist in blau-grauen Farbtönen gehalten und zeigt die fünf Bandmitglieder, von denen vier den Betrachter anblicken. Im unteren Bildteil stehen die weißen Schriftzüge The Calling und Wherever You Will Go. Auf dem zweiten Singlecover sind ebenfalls die fünf Bandmitglieder in einem Raum zu sehen. Es ist in hellgrünen Farbtönen gehalten, wobei sich die weißen Schriftzüge The Calling im oberen Teil und Wherever You Will Go im unteren Teil befinden.

### Titellisten
Single
1. Wherever You Will Go – 3:28
2. Lost – 3:48

Maxi 1
1. Wherever You Will Go (Radio Edit) – 3:28
2. Nothing’s Changed – 4:45
3. Lost – 3:48
4. Wherever You Will Go (Video) – 3:26

Maxi 2
1. Wherever You Will Go (Radio Edit) – 3:28
2. Lost – 3:48
3. Wherever You Will Go (Acoustic) – 3:24
4. Wherever You Will Go (Video) – 3:26

### Chartplatzierungen
Wherever You Will Go stieg am 29. April 2002 auf Platz 24 in die deutschen Singlecharts ein und erreichte zwei Wochen später mit Rang 16 die höchste Position. Insgesamt hielt sich der Song elf Wochen lang in den Top 100. Besonders erfolgreich war das Lied in Italien und Neuseeland, wo es jeweils die Chartspitze erreichte. Weitere Top-10-Platzierungen gelangen der Single unter anderem im Vereinigten Königreich, in Norwegen, den Vereinigten Staaten, Australien, der Schweiz, Frankreich, Dänemark und Österreich.
| ChartsChartplatzierungen       | Höchstplatzierung | Wochen |
| ------------------------------ | ----------------- | ------ |
| Deutschland (GfK)              | 16 (11 Wo.)       | 11     |
| Österreich (Ö3)                | 8 (21 Wo.)        | 21     |
| Schweiz (IFPI)                 | 7 (29 Wo.)        | 29     |
| Vereinigte Staaten (Billboard) | 5 (45 Wo.)        | 45     |
| Vereinigtes Königreich (OCC)   | 3 (30 Wo.)        | 30     |

| ChartsJahrescharts (2002)      | Platzierung |
| ------------------------------ | ----------- |
| Schweiz (IFPI)                 | 35          |
| Vereinigte Staaten (Billboard) | 5           |
| Vereinigtes Königreich (OCC)   | 54          |

### Auszeichnungen für Musikverkäufe
Wherever You Will Go erhielt im Jahr 2022 im Vereinigten Königreich für mehr als 1,2 Millionen verkaufte Einheiten eine doppelte Platin-Schallplatte. Im selben Jahr wurde es in Deutschland für über 250.000 Verkäufe mit einer Goldenen Schallplatte ausgezeichnet. Zudem erhielt es für mehr als zwei Millionen verkaufte Exemplare 2024 in den Vereinigten Staaten Doppel-Platin. Mit weltweit mehr als 3,6 Millionen zertifizierten Verkäufen ist es das kommerziell erfolgreichste Lied von The Calling.

| Land/Region                  | Auszeichnungen für Musikverkäufe (Land/Region, Auszeichnung, Verkäufe) | Verkäufe  |
| ---------------------------- | ---------------------------------------------------------------------- | --------- |
| Australien (ARIA)            | Platin                                                                 | 70.000    |
| Dänemark (IFPI)              | Platin                                                                 | 90.000    |
| Deutschland (BVMI)           | Gold                                                                   | 250.000   |
| Italien (FIMI)               | Platin                                                                 | 50.000    |
| Neuseeland (RMNZ)            | 2× Platin                                                              | 60.000    |
| Spanien (Promusicae)         | Gold                                                                   | 30.000    |
| Vereinigte Staaten (RIAA)    | 2× Platin                                                              | 2.000.000 |
| Vereinigtes Königreich (BPI) | 2× Platin                                                              | 1.200.000 |
| Insgesamt                    | 2× Gold · 9× Platin ·                                                  | 3.750.000 |

## Coverversionen
Im Jahr 2011 coverte die britische Folksängerin Charlene Soraia das Lied und erreichte mit ihrer Version Platz drei der britischen Charts.